# Command & Conquer: Renegade
Command & Conquer: Renegade (с англ. — «Командуй и завоёвывай: Ренегат») — компьютерная игра в жанре шутера от первого/третьего лица, разработанная компанией Westwood Studios и являющаяся частью серии Command & Conquer. Игра была выпущена 27 февраля 2002 года.
26 февраля 2014 года вышел ремейк Renegade X в жанре тактического шутера с элементами стратегии в реальном времени, разработанный фанатами из компании Totem Arts.

## Игровой процесс
Игрок перемещается по карте, уничтожая вражескую пехоту, технику и здания. При выполнении заданий, игрок использует обширный арсенал оружия — от пистолета с глушителем, приспособленного для тихого убийства врагов, до маяка ионной пушки, уничтожающего все разрушаемые объекты на большой площади. Кроме того, он может использовать бронетехнику, среди которой есть легкая и тяжелая техника. Легкая техника передвигается с более высокой скоростью, заодно увеличивая силу атаки на вражескую пехоту. Тяжелая техника имеет лучшее вооружение и защиту, но скорость не высока. В игре доступны три режима — кампания, мультиплеерная практика и мультиплеер.

### Кампания
В кампании игрок должен выполнить 12 миссий, а также может пройти одну учебную. Во время каждой миссии игрок получает первичные задания, без которых миссию нельзя закончить, и вторичные задания, которые облегчают прохождение миссии, но не являются обязательными. Также почти во всех миссиях есть бонусные третичные задания — они отображаются в списке задач лишь после их выполнения. После каждой миссии появляется окно итогов — в нём указывается количество убитых врагов, уровень сложности, количество выполненных заданий, частота загрузок и время миссии. Игрок получает оценку прохождения по трём последним параметрам, от рядового (худший) до генерала (лучший).
Иногда главный герой действует совместно с остальными силами ГСБ — пехотой, бронетехникой, флотом и авиацией. Они по мере сил помогают игроку, но как правило заняты своей задачей и после её выполнения не следуют за ним, охраняя отбитую территорию.
В игре представлено большое количество противников — от рядовых пехотинцев Братства НОД и солдат «Чёрной Руки» до бронетехники и боссов. Они различаются по вооружению, броне и специальным способностям — например невидимостью или иммунитетом к тиберию, что вынуждает игрока подбирать оружие в соответствии с ситуацией.

### Мультиплеерная практика
Особый режим игры, проходящий на одной и той же мультиплеерной карте. В целом, это мультиплеер с ботами, но по ходу игры игрок получает ценные советы и подсказки.

### Мультиплеер
Игроки делятся на две команды — ГСБ и НОД. Игрок появляется и возрождается как автоматчик, но может сменить класс на любой из четырёх бесплатных, или же купить за кредиты более продвинутых персонажей, обладающих лучшим оружием, большим здоровьем и более толстой бронёй. Персонажи серьёзно различаются между собой по задачам и вооружению. Это требует от команды хорошей совместной работы и балансировки, ведь для победы нужны все классы. Каждая команда имеет базу, на которой она может покупать бронетехнику и персонажей. На базе также находятся оборонительные сооружения и завод по переработке тиберия, который из собранного комбайнами тиберия получает кредиты. Игроки получают очки и кредиты за урон, нанесённый зданиям, игрокам и технике врага. Кроме того, харвестеры осуществляют сбор тиберия на полях и привозят его на перерабатывающую фабрику, что обеспечивает небольшой, но стабильный доход. Главная цель игры — уничтожить базу врага и сохранить свою. В случае, если в конце игры у обеих команд есть хоть одно здание, побеждает команда, набравшая больше очков.

### Оружие
В Renegade существуют 20 видов оружия, среди которых в кампании доступны лишь 16. Существуют следующие виды оружия: пистолет, винтовка, дробовик, огнемёт, гранатомёт, пулемёт, снайперская винтовка, реактивная снайперская винтовка, химический распылитель, тибериевая винтовка, тибериевый автомат, лазерная винтовка, лазерный пулемет, электрошоковая винтовка, рельсовая пушка, персональная ионная пушка, пусковая ракетная установка, ремонтная пушка, С4 и маяки ядерной ракеты и ионной пушки.

### Сюжет игры
Действие игры происходит во время Первой Тибериевой Войны (события первой игры Command & Conquer). В начале игры отряд ГСБ, ищущий спрятанную в горах базу НОД, попадает в засаду. На выручку присылают главного героя — опытного спецназовца, капитана Ника Паркера по прозвищу «Хавок» («Опустошитель», «Хаос»). После непродолжительного боя силы ГСБ подавляют всё сопротивление, находят базу и уничтожают её залпом орбитальной ионной пушки. Среди развалин базы разведка находит большое количество полезной информации.
После боя, Паркер прибывает на штабной корабль ГСБ. Бригадный генерал Адам Локк рассказывает ему о «воспитательном центре», расположенном на побережье Мексики. В этих центрах НОД использует пытки и промывание мозгов, чтобы сделать из мирных жителей новых членов «Чёрной Руки», преданных Братству. Поскольку первая атака провалилась, генерал отдаёт приказ ждать до подготовки следующей. Паркер, знающий о бесчеловечных методах Братства, не хочет ждать, оставляя гражданских на откуп врагу, и угоняет десантный бот. Генерал Локк взбешён и грозится расстрелять капитана, но всё же отправляет все имеющиеся у него силы в атаку. Разбив Братство, войска ГСБ освобождают заключённых. За неповиновение приказу Паркера арестовывает военная полиция ГСБ (и судя по реакции капитана, это уже не в первый раз).
После гауптвахты, капитан получает новое задание: вызволить троих учёных, похищенных Братством — доктора Игнатио Мёбиуса, его дочь Сидни и коллегу доктора Елену Петрову. На базе НОД их не оказывается — генерал Гидеон Рэйвшоу улетает вместе с учёными на самолёте, оставив на месте своих помощников Карлоса Мендозу и Сакуру Обата. Мендоза, раненый в бою с Паркером, убегает, и капитан пробирается на один из самолётов НОД. На борту самолёта его уже поджидает Сакура. После короткой рукопашной Паркер выкидывает её из самолёта и улетает. Опомнившаяся Сакура бросается вдогонку на вертолёте, сбивая самолёт над занятым НОД островом.
Остров уже штурмуют силы ГСБ, поскольку в коммуникационном центре местной базы НОД есть сведения о направлении полёта самолёта с учёными. Получив данные и разрушив базу, Паркер сбивает вертолёт Сакуры, под конец боя лично прилетевшей, чтобы убить его. Столкновение вертолёта с вулканом провоцирует его пробуждение, и Паркер убегает с острова на борту маленькой подводной лодки НОД. Лодка прибывает на крейсер Братства. Перебив значительную часть экипажа, разрушив важнейшие системы на корабле и освободив трёх пленных солдат ГСБ, Паркер уплывает с тонущего судна на той же лодке.
Вскоре его посылают на выручку «Мёртвой Шестёрке». Зачистив город и собрав отряд в старом соборе, он отправляется на ближайшую базу «Чёрной руки», где должны находиться учёные. Из всех учёных удалось спасти только Сидни, попутно убив Мендозу. Петрова и Мёбиус остались в руках НОД. При попытке вызволить их, Сидни и Паркер сами попадают в плен. Но помощь приходит откуда не ждали — капитана выручает Сакура, открывшая дверь камеры и убившая охранников. Освобождённый вновь оправдывает своё прозвище, пробиваясь в научный центр НОД и освобождая доктора Мёбиуса. При этом он узнаёт, что Петрова — предательница, работающая на НОД. Петрова пытается замести следы, оставив его наедине с превращённым в мутанта Рэйвшоу, но попытка проваливается. После этого доктор и Паркер убегают из центра.
Пытаясь найти Сидни, Паркер принимает участие в штурме храма НОД. Проникнув внутрь разрушенного ударом ионной пушки храма, он спасает Сидни из рук мутировавшей Петровой и её охраны, после чего Сидни добирается до терминала управления и отменяет пуск ядерной ракеты, расположенной в храме. В финальном ролике Сидни возвращается к отцу, а капитан Паркер получает отпуск.

## Связь с сериейCommand and Conquer
Поскольку действие игры разворачивается параллельно сюжету первой части серии, очень многие элементы — здания, оружие, типы солдат, бронетехника, авиация и флот — взяты из неё, в то же время ряд элементов (Гарпия НОД, воины Черной руки, висцероиды и др.) взяты из Tiberian Sun, что создает противоречие, так как события Tiberian Sun разворачиваются намного позже. Кроме того, интерфейсы игр также похожи — например новые задания и информацию во время сражения объявляет EVA (англ. Electronic Video Agent — Электронный Видео Агент). Новыми были все персонажи (за исключением Кейна и Мёбиуса) и подразделение «Чёрная Рука».
Некоторые миссии похожи на миссии из оригинальной игры, например та, где нужно спасти доктора Мёбиуса или финальная атака на храм НОД в Сараево. Некоторые комнаты в храме Братства напоминают показанные в брифингах кампании за НОД. В конце игры игрок натыкается на «летающую тарелку», по цвету и архитектуре напоминающую суда скриннов. Похожий неопознанный корабль в последней миссии за ГСБ в оригинальной игре считается первым появлением этой расы в игре. Вместе с тем, пустынная местность вокруг Храма, древнеегипетские развалины и рисунки подразумевают, что Храм находится в Египте, а не в Сараево, что прямо противоречит канону серии.

## Саундтрек
Музыка для игры была написана и выпущена в 2001 году Фрэнком Клепаки, ранее уже создававшим саундтреки для других игр серии Command & Conquer. Диск с саундтреком был включён в поставку специального издания, доступного покупателям игры на сайте компании Westwood.
Вся музыка написана Фрэнком Клепаки.
| №                   | Название                       | Длительность |
| ------------------- | ------------------------------ | ------------ |
| 1.                  | «Command & Conquer»            | 2:58         |
| 2.                  | «Got a Present for Ya»         | 2:21         |
| 3.                  | «Sniper»                       | 3:19         |
| 4.                  | «Act on Instinct (Remix)»      | 3:32         |
| 5.                  | «Stomp»                        | 2:56         |
| 6.                  | «On Your Feet»                 | 3:58         |
| 7.                  | «Sneak Attack»                 | 3:50         |
| 8.                  | «Move It»                      | 2:04         |
| 9.                  | «Dogfight»                     | 4:42         |
| 10.                 | «Packing Iron»                 | 3:23         |
| 11.                 | «Industrial Ambient»           | 4:01         |
| 12.                 | «Beach»                        | 3:02         |
| 13.                 | «Fight, Win, Prevail! (Remix)» | 3:37         |
| 14.                 | «Ammo Clip»                    | 3:19         |
| 15.                 | «In the Line of Fire (Remix)»  | 3:58         |
| Общая длительность: | Общая длительность:            | 51:00        |

Трек "On Your Feet" был исключен из треклиста на задней обложке, однако на диске он присутствует.
Треки "Act on Instinct", "Fight, WIn, Prevail!" и "In the Line of Fire" являются ремиксами и оригиналы этих треков появлялись ранее в игре 1995 года.
Также, есть другие игровые треки, которые не пошли в официальный саундтрек.
| №   | Название                   | Длительность |
| --- | -------------------------- | ------------ |
| 16. | «Defunkt»                  | 2:43         |
| 17. | «Great Shot (Remix)»       | 1:00         |
| 18. | «Menu Theme (Unused)»      | 0:59         |
| 19. | «Menu Theme»               | 1:33         |
| 20. | «Mechanical Man's Revenge» | 4:36         |
| 21. | «Renegade Jungle»          | 3:21         |
| 22. | «Sakura Showdown»          | 4:00         |
| 23. | «Stop Them Again»          | 3:55         |
| 24. | «Level0 Pt1 Music»         | 0:25         |
| 25. | «Level0 Hero»              | 0:30         |
| 26. | «Level0 Tank»              | 0:51         |
| 27. | «Level0 Tiberium»          | 0:47         |
| 28. | «Level0 Nod Base»          | 0:54         |

Трек "Defunkt" также позднее появляется на первом сольном альбоме Фрэнка Клепаки "Morphscape", а трек "Great Shot" является ремиксом и оригинал этого трека появлялся ранее в игре 1995 года.

## Рецензии и критика
| Сводный рейтинг       | Сводный рейтинг |
| Агрегатор             | Оценка          |
| --------------------- | --------------- |
| GameRankings          | 75,19 %         |
| Русскоязычные издания |                 |
| Издание               | Оценка          |
| «Страна игр»          | 6,5 из 10       |

В большинстве журналов игра оценивалась как средняя или хорошая. Журнал GameStar выставил игре 87 процентов из 100, а PC Games — 72 процента. Рецензенты отмечали хороший мультиплеер
 и интересную кампанию, но критиковали слабый ИИ противников и среднюю графику.